# Norwood (Missouri)
Norwood – miasto w Stanach Zjednoczonych, w stanie Missouri, w hrabstwie Wright.